# Lexias aegle
Lexias aegle is een vlinder uit de onderfamilie Limenitidinae van de familie Nymphalidae. De wetenschappelijke naam van de soort is, als Symphaedra aegle, voor het eerst geldig gepubliceerd in 1891 door William Doherty.

## Ondersoorten
- Lexias aegle aegle
- Lexias aegle floresiana (Fruhstorfer, 1898)
- Lexias aegle immaculata Snellen, 1890